# Рукавний місток

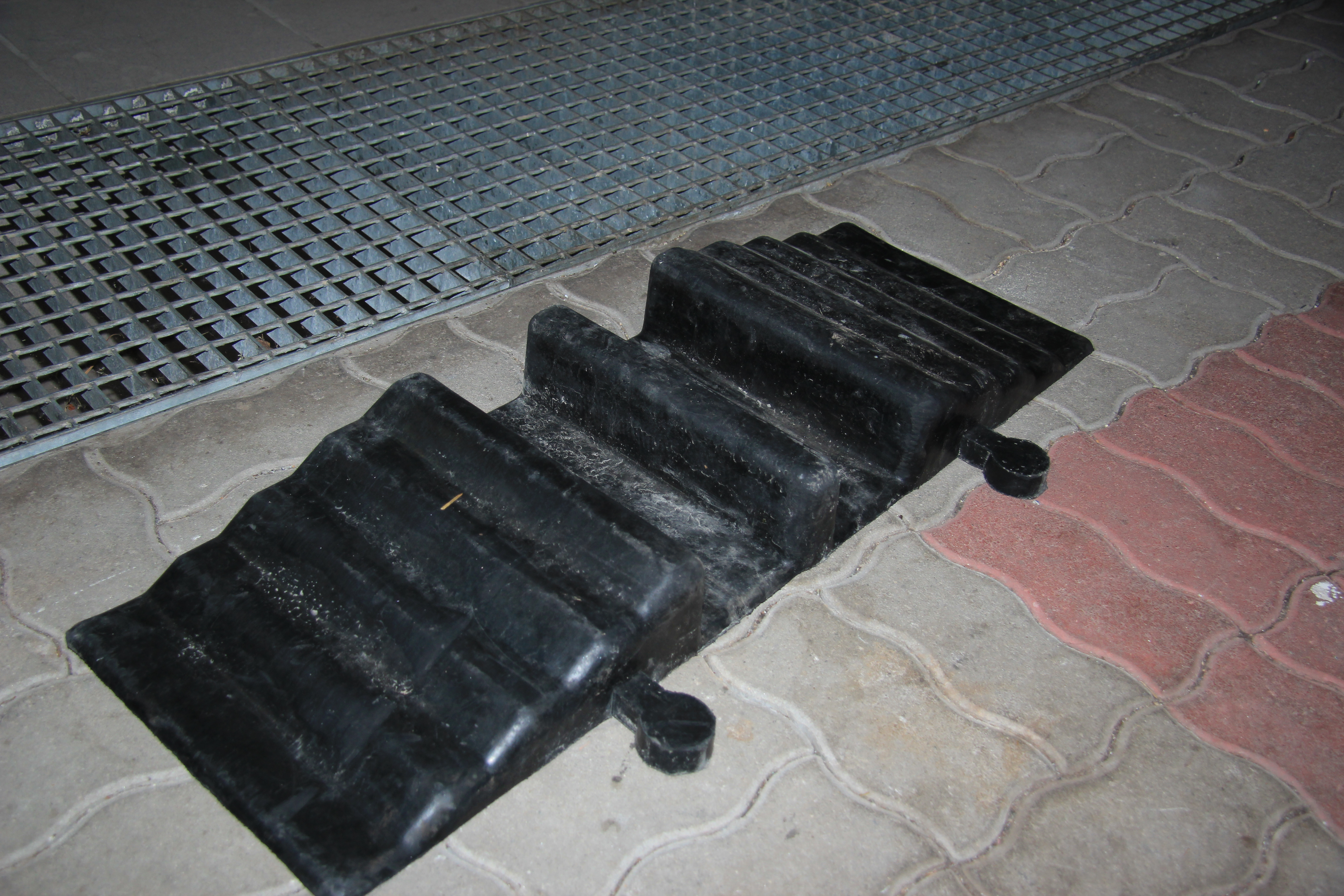
Каучуковий місток

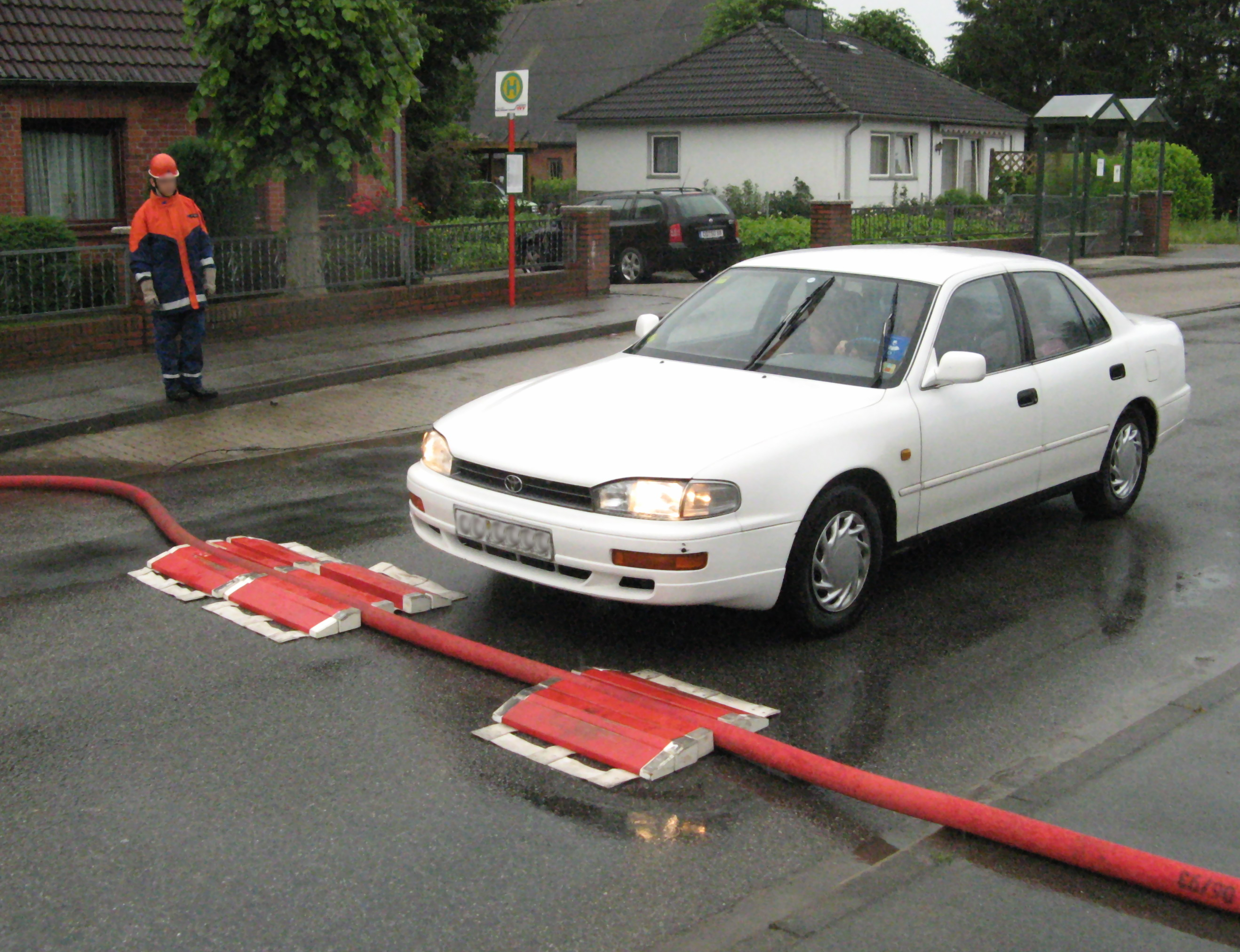
Використовування рукавних містків

Рукавний місток — пристрій, призначений для захисту від коліс транспорту пожежних рукавів та комунікацій аварійно-рятувального обладнання (пневмошланги, гідрошланги, силові кабелі тощо) при прокладанні їх по проїзній частині дороги.

## Будова і використовування
До рукавних містків ставлять спеціальні вимоги. Вони мусять витримувати навантаження до 10 т, бути стійкими до дії кислот, нафтопродуктів та високих температур. Матеріалом для їхнього виготовляння може слугувати сталь або суміш синтетичного та натурального каучуку. Металевий місток (МПР-80) являє собою сталевий лист 3 мм завтовшки, зігнутий у вигляді двосхильного даху, з половинкою 150-мм сталевої труби усередині. Рукави проводяться під містком. Існує також варіант металевого містка з двох призм, з'єднаних перемичкою. Рукави в нього укладаються згори. Каучуковий місток являє собою цільнолиту призму з 2-4 поздовжніми жолобами у верхній частині. Рукави у такій місток також укладаються згори. На багатьох типах містків є спеціальні пази та виступи для з'єднання кількох одиниць між собою, що уможливлює скласти з них своєрідний «тунель» або «шляхопровід» для рукавів. Рукавні містки постачаються парами, можуть входити у деякі комплекти пожежних щитів і стендів. Зазвичай бувають чорного кольору, на них також іноді наносяться світловідбивні смуги.
Окрім того, існують містки великого розміру, за формою схожі з оглядовою естакадою. Вони призначені для прокладання під ними рукавів великого перерізу.